# Фогельсон, Сергей Борисович
Сергей Борисович Фогельсо́н (1911 — 1960) — советский инженер, управляющий Всесоюзного треста «Гидромеханизация».

## Биография
Родился 18 августа 1911 года в Нанси (Франция) в еврейской семье, в 1912 году их семья вернулась в Санкт-Петербург.
С 1930 года работал в институте «Ленгидроэнергопроект»: стажёр, техник-изыскатель, прораб, начальник изыскательных отрядов, заместитель начальника Управления института по изысканиям.
В 1938 году заочно окончил Ленинградский институт инженеров водного транспорта.
С 1940 года заместитель начальника по изысканиям и начальник технического отдела треста № 2 («Спецгидропроект»).
В 1941—1943 годах служил в РККА, участник войны. Демобилизован по ранению. Работал в Москве в институте «Гидроэнергопроект». Член ВКП(б) с 1942 года.
С 1947 года управляющий Всесоюзного треста «Энергогидромеханизация» Министерства электростанций СССР.
Один из разработчиков безэстакадного способа намыва, позволившего полностью механизировать поточный процесс разработки, гидротранспорта и укладки грунта.
Скоропостижно умер 22 октября 1960 года. Похоронен в Москве, на Ваганьковском кладбище, участок 36
Сын — Фогельсон, Виктор Сергеевич.

## Награды и премии
- Сталинская премия второй степени (1951) — за разработку конструкции, освоение производства и внедрение в строительство мощных землесосных машин
- орден Ленина
- орден Трудового Красного Знамени
- орден Отечественной войны I степени (5.6.1943)
- орден Красной Звезды (5.10.1943)
- медаль «За трудовую доблесть»